# Gola (Bralin)
Gola (deutsch Gohle, 1939–1945 Kahlenfeld) ist eine Ortschaft mit einem Schulzenamt der Landgemeinde Bralin im Powiat Kępiński der Woiwodschaft Großpolen in Polen.

## Geschichte

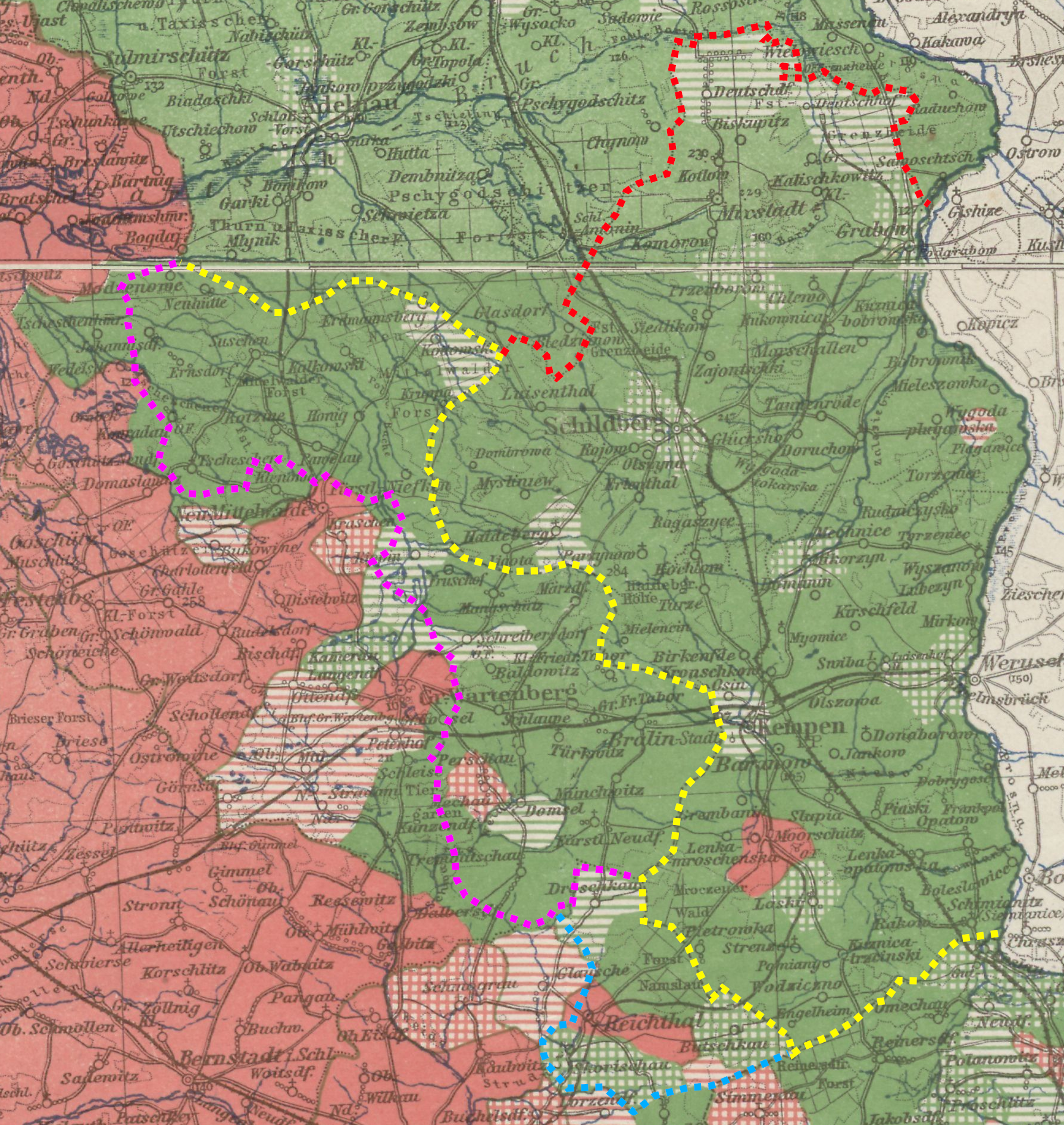
Sprachkarte aus dem Jahr 1910: Gelbe gestrichelte Linie: schlesisch-großpolnische Grenze, rosarote gestrichelte Linie: neue Grenze aus dem Jahr 1920

Der im Jahr 1881 als Gohle erwähnte Ortsname ist vom Appellativ gola (nackter [polnisch: goły] Ort, ohne Wald etc.) abgeleitet.
Gohle gehörte von 1818 bis 1920 dem schlesischen Landkreis Groß Wartenberg an. Mit dem überwiegend polnischsprachigen Ostteil des Landkreises wurde Gola zum 10. Januar 1920 infolge des Versailler Vertrags vom Deutschen Reich an das wiedergegründete Polen abgetreten. Seitdem ist Gola mit der Woiwodschaft Posen bzw. Großpolen verbunden, zunächst im Powiat Kępiński.
Im Jahr 1921 gab es in der Gemeinde Gola im Powiat Kępno 37 Häuser mit 193 Einwohnern, davon 100 hielten sich für polnischer und 93 für deutscher Nationalität, 187 waren römisch-katholisch, 5 evangelisch.
Beim Überfall auf Polen 1939 wurde das Gebiet von den Deutschen besetzt und dem Landkreis Kempen im Reichsgau Wartheland zugeordnet.
Von 1975 bis 1998 gehörte Gola zur Woiwodschaft Kalisz.